# Comstock Northwest
Comstock Northwest es un lugar designado por el censo ubicado en el condado de Kalamazoo en el estado estadounidense de Míchigan. En el Censo de 2010 tenía una población de 5455 habitantes y una densidad poblacional de 661,7 personas por km².

## Geografía
Comstock Northwest se encuentra ubicado en las coordenadas 42°19′17″N 85°31′1″O / 42.32139, -85.51694. Según la Oficina del Censo de los Estados Unidos, Comstock Northwest tiene una superficie total de 8.24 km², de la cual 8.2 km² corresponden a tierra firme y (0.53%) 0.04 km² es agua.

## Demografía
Según el censo de 2010, había 5455 personas residiendo en Comstock Northwest. La densidad de población era de 661,7 hab./km². De los 5455 habitantes, Comstock Northwest estaba compuesto por el 80.97% blancos, el 10.56% eran afroamericanos, el 0.27% eran amerindios, el 3.34% eran asiáticos, el 0% eran isleños del Pacífico, el 1.26% eran de otras razas y el 3.59% pertenecían a dos o más razas. Del total de la población el 3.21% eran hispanos o latinos de cualquier raza.